# 飛象開局
飞象开局是国际象棋的开局之一，属于开放性开局，着法为：1.e4 e5 2.Bc4 。
白棋攻击黑棋f7格，并阻止黑棋推进d兵到d5格。
飞象开局忽略了初学者的格言“先出马再出象”，但白棋也因此让其f列畅通。